# Aviv Geffen
Aviv Geffen (en hebreo: אביב גפן, 10 de mayo de 1973) es un músico de rock, cantante, compositor, productor, teclista y guitarrista israelí. Es hijo del poeta y escritor Yonatan Geffen y Nurit Makover. Se graduó de la Escuela Rimón de Jazz y Música Contemporánea, y musicalmente reconoce su deuda con los artistas del mundo angloparlante Bob Dylan y Roger Waters. La mayor parte de su carrera transcurrió como solista en idioma hebreo. Desde 2001, forma parte del grupo Blackfield junto al músico británico Steven Wilson, donde ambos buscan volcar parte de sus trayectorias particulares.
En los años noventa, Geffen se transformó en referencia para los jóvenes israelíes, a quienes llamó "los niños de la luna", debido al nombre de su primer álbum (Es solo la luz de la luna).  Polémico por naturaleza, se identifica con un discurso político de izquierda, y su música refiere a temas tan variados como el amor y la paz, la muerte y el suicidio, aunque también a asuntos concretos de la realidad israelí, como el servicio militar. Precisamente, Geffen cobró fama por haber rechazado cumplir con el servicio obligatorio (aunque oficialmente fue dado de baja por motivos médicos) y por manifestar su disconformidad con el gobierno, materializada en la pregunta ¿quieren el cambio?, que realizaba a sus seguidores durante sus recitales.
El 4 de noviembre de 1995, Aviv Geffen participó de la manifestación por la paz en la que fue asesinado el primer ministro Isaac Rabin. Minutos después de que Geffen terminara de cantar su canción "Llorarte a ti" (en hebreo: לבכות לך, Libkot Lejá), Rabin recibió dos disparos. Momentos antes del desastre, hasta entonces enemistados, Aviv Geffen e Itzjak Rabin se fundían en un cálido abrazo. Se trata de una canción de luto que Geffen escribió y compuso en 1991, en honor a un amigo suyo que falleció en un accidente de tránsito. La canción pasó a convertirse en un símbolo del luto de gran parte de la juventud israelí por la muerte de Isaac Rabin.

## Biografía
Aviv Geffen nació en Ramat Gan y se crio en Beit Yitzhak. Su hermana es la actriz Shira Geffen. Recibió su nombre en honor a su difunta abuela, Aviva Geffen.
La primera actuación pública de Geffen fue en 1984, en el programa juvenil israelí "Shminiyot Ba'Avir" ("Saltos mortales") del Canal 1 de Israel, en el que cantó la canción "Solo tienes 40 años", para la que su hermana escribió la letra y él compuso la melodía. En 1987, Geffen participó en la película amateur "Ha'mitpahat" (El pañuelo), para la que escribió y cantó la canción "Ima" ("Mamá").
A pesar de ser sobrino nieto (por parte de su abuela Aviva) del legendario general israelí y exministro de Defensa, Moshé Dayán, Geffen se negó a alistarse en el servicio militar obligatorio israelí, alegando su condición de objetor de conciencia. Anteriormente había defendido que los jóvenes israelíes también deberían rechazar el servicio militar y había criticado a Israel por ser "un país paranoico donde la gente piensa que siempre tiene que ser fuerte".
En 1996, Geffen se casó con la actriz israelí Ilana Berkowitz. La pareja se divorció en 1998.
En 2005, Geffen se casó con Shani Friedan después de una relación de siete años. El primer hijo de la pareja nació en 2007. Geffen es ateo.

## Discografía

### Álbumes
Con Blackfield
- 2004 – Blackfield
- 2007 – Blackfield II
- 2007 - NYC - Blackfield Live In New York City
- 2011 – Welcome to My DNA
- 2013 – Blackfield IV
- 2017 – Blackfield V
- 2020 – For the Music

Como solista
- 1992 – Ze Rak Or Hayareach ("It's Only The Moonlight")
- 1993 – Ahshav Meunan ("It's Cloudy Now")
- 1994 – Aviv Geffen III
- 1995 – Shumakom (Nowhere)
- 1996 – HaMihtav (The Letter)
- 1997 – Yareach Malé ("Full Moon")
- 1998 – Halulim ("Hollowed")
- 1999 – Leyloth Levanim ("White Nights")
- 2000 – Yoman Massah ("Journey")
- 2002 – Memento Mori
- 2006 – Im Hazman ("As Time Goes By")
- 2006 - Mihuts LaTacharut ("Out Of The Race")
- 2007 – Rak Shirey Ahava (Only Love Songs)
- 2008 – Live – 2CD and DVD box set.
- 2009 – Aviv Geffen - First English language album.
- 2012 – Psefas (Mosaic)
- 2012 - Mr. Down & Mrs. High - E.P.
- 2014 – Sdakim (Cracks)